# Alí ibn Yahya
Alí ibn Yahya (àrab: علي بن يحي, ʿAlī b. Yaḥyà) fou emir zírida, fill de Yahya ibn Tamim al que va succeir quan va morir el 1116.
Les relacions amb Roger II de Sicília es van fer molt tenses perquè Alí va demanar ajut als almoràvits (Alí ibn Yússuf) per llençar operacions marítimes conjuntes contra Sicília.
Va morir el 1121 i el va succeir el seu fill al-Hàssan ibn Alí.